# Marius Ebbers
Marius Ebbers (Essen, 4 gennaio 1978) è un ex calciatore tedesco, di ruolo attaccante.